# Bahnstrecke Genthin–Schönhausen
| Bahnhof Jerichow 1999 |                      |                           |                           |
| Streckennummer (DB): | 6885                 |                           |                           |
| Kursbuchstrecke (DB): | 264 (1999)           |                           |                           |
| Kursbuchstrecke: | 183n (1934)          |                           |                           |
| Streckenlänge: | 28,6 km              |                           |                           |
| Spurweite: | 1435 mm (Normalspur) |                           |                           |
| |                      |                           |                           |
| \| \| \| von Magdeburg \| \| \| \| 0,0 \| Genthin \| Genthin \| \| \| \| nach Berlin \| \| \| \| \| Elbe-Havel-Kanal \| \| \| \| 2,2 \| nach Milow \| nach Milow \| \| \| 3,1 \| Genthin Industriegleis \| Genthin Industriegleis \| \| \| 4,4 \| Genthin A \| Genthin A \| \| \| 7,8 \| Genthin Wald \| Genthin Wald \| \| \| 9,2 \| Scharteucke \| Scharteucke \| \| \| 11,9 \| Redekin \| Redekin \| \| \| \| von Güsen \| \| \| \| 17,1 \| Jerichow \| Jerichow \| \| \| 22,0 \| Fischbeck (Elbe) \| Fischbeck (Elbe) \| \| \| \| nach und von Tangermünde \| \| \| \| \| Schönhausen Siedlung \| \| \| \| \| 1937–1945 Schönhausen Ost \| \| \| \| \| von Sandau \| \| \| \| \| von Berlin \| \| \| \| 28,6 \| Schönhausen (Elbe) \| Schönhausen (Elbe) \| \| \| \| nach Stendal \| \| |                      |                           |                           |
| Strecke |                      | von Magdeburg             | von Magdeburg             |
| Bahnhof | 0,0                  | Genthin                   | Genthin                   |
| Abzweig geradeaus und nach rechts |                      | nach Berlin               | nach Berlin               |
| Brücke über Wasserlauf |                      | Elbe-Havel-Kanal          | Elbe-Havel-Kanal          |
| Abzweig geradeaus und ehemals nach rechts | 2,2                  | nach Milow                | nach Milow                |
| Betriebs-/Güterbahnhof Strecke ab hier außer Betrieb | 3,1                  | Genthin Industriegleis    | Genthin Industriegleis    |
| Bahnhof (Strecke außer Betrieb) | 4,4                  | Genthin A                 | Genthin A                 |
| Bahnhof (Strecke außer Betrieb) | 7,8                  | Genthin Wald              | Genthin Wald              |
| Bahnhof (Strecke außer Betrieb) | 9,2                  | Scharteucke               | Scharteucke               |
| Haltepunkt / Haltestelle (Strecke außer Betrieb) | 11,9                 | Redekin                   | Redekin                   |
| Abzweig geradeaus und von links (Strecke außer Betrieb) |                      | von Güsen                 | von Güsen                 |
| Bahnhof (Strecke außer Betrieb) | 17,1                 | Jerichow                  | Jerichow                  |
| Bahnhof (Strecke außer Betrieb) | 22,0                 | Fischbeck (Elbe)          | Fischbeck (Elbe)          |
| Abzweig geradeaus, nach links und von links (Strecke außer Betrieb) |                      | nach und von Tangermünde  | nach und von Tangermünde  |
| Haltepunkt / Haltestelle (Strecke außer Betrieb) |                      | Schönhausen Siedlung      | Schönhausen Siedlung      |
| Strecke (außer Betrieb) |                      | 1937–1945 Schönhausen Ost | 1937–1945 Schönhausen Ost |
| Abzweig geradeaus und von links (Strecke außer Betrieb) |                      | von Sandau                | von Sandau                |
| Abzweig ehemals geradeaus und von rechts |                      | von Berlin                | von Berlin                |
| Bahnhof | 28,6                 | Schönhausen (Elbe)        | Schönhausen (Elbe)        |
| Strecke |                      | nach Stendal              | nach Stendal              |

Die Bahnstrecke Genthin–Schönhausen war eine eingleisige Nebenbahn im heutigen Landkreis Jerichower Land in Sachsen-Anhalt. Von Genthin aus ist ein kurzer Abschnitt als Bahnhofsgleis des Genthiner Bahnhofs in Betrieb.

## Streckenbeschreibung
Die 29 Kilometer lange Strecke verband die Kreisstadt Genthin an der Bahnstrecke Berlin–Magdeburg mit dem Dorf Schönhausen an der Lehrter Bahn. Wichtigster Unterwegshalt war Jerichow, wo sich auch ein Bahnbetriebswerk befand.
Die Strecke verlief meist durch flaches, teilweise bewaldetes Land. Südlichster Streckenpunkt war der Kleinbahnhof Genthin, der unmittelbar nördlich des Bahnhofs Genthin an der Bahnstrecke Berlin–Magdeburg lag. In Genthin Zuckerfabrik zweigt die ehemalige Strecke nach Milow ab, die heute bis Genthin Nord erhalten geblieben ist. Von dort führte die Strecke nach Schönhausen nordwestwärts, bis sie bei Jerichow den östlichen Rand des Elbe-Urstromtals erreichte. Dort traf sie auf die Bahnstrecke Güsen–Jerichow. Im weiteren Verlauf führte die Strecke bis Schönhausen in Richtung Norden. Der Kleinbahnhof Schönhausen lag unmittelbar südlich des Bahnhofes Schönhausen an der Lehrter Bahn und wurde gemeinsam mit der Bahnstrecke Schönhausen–Sandau genutzt. Zeitweise, als von 1937 bis 1945 ein Haltepunkt Schönhausen Ost bestand, wurde der Kleinbahnhof als Schönhausen Nord bezeichnet.

## Geschichte

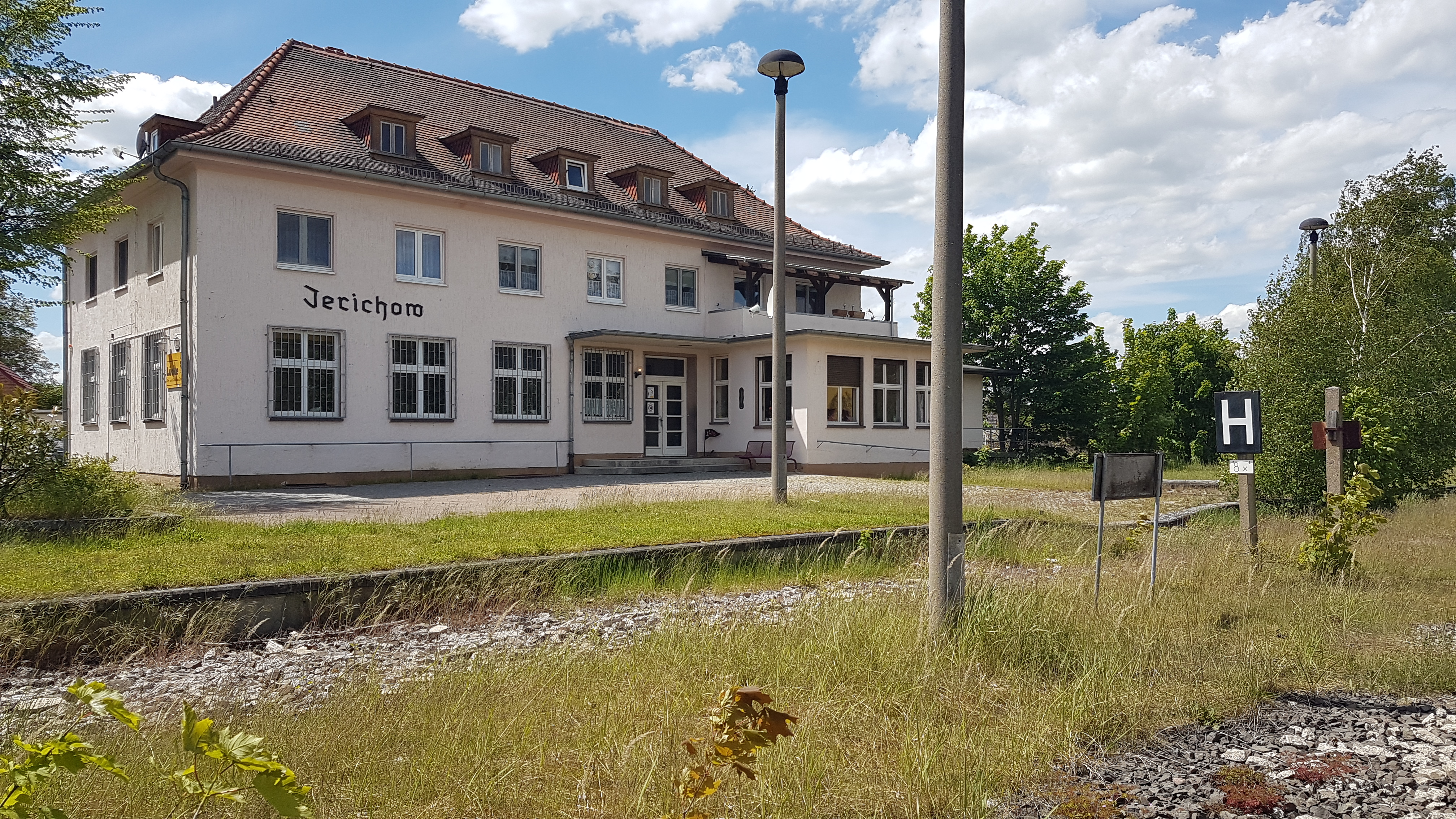
Hausbahnsteig und Bahnhofsgebäude des ehemaligen Bahnhofs Jerichow im Frühjahr 2021

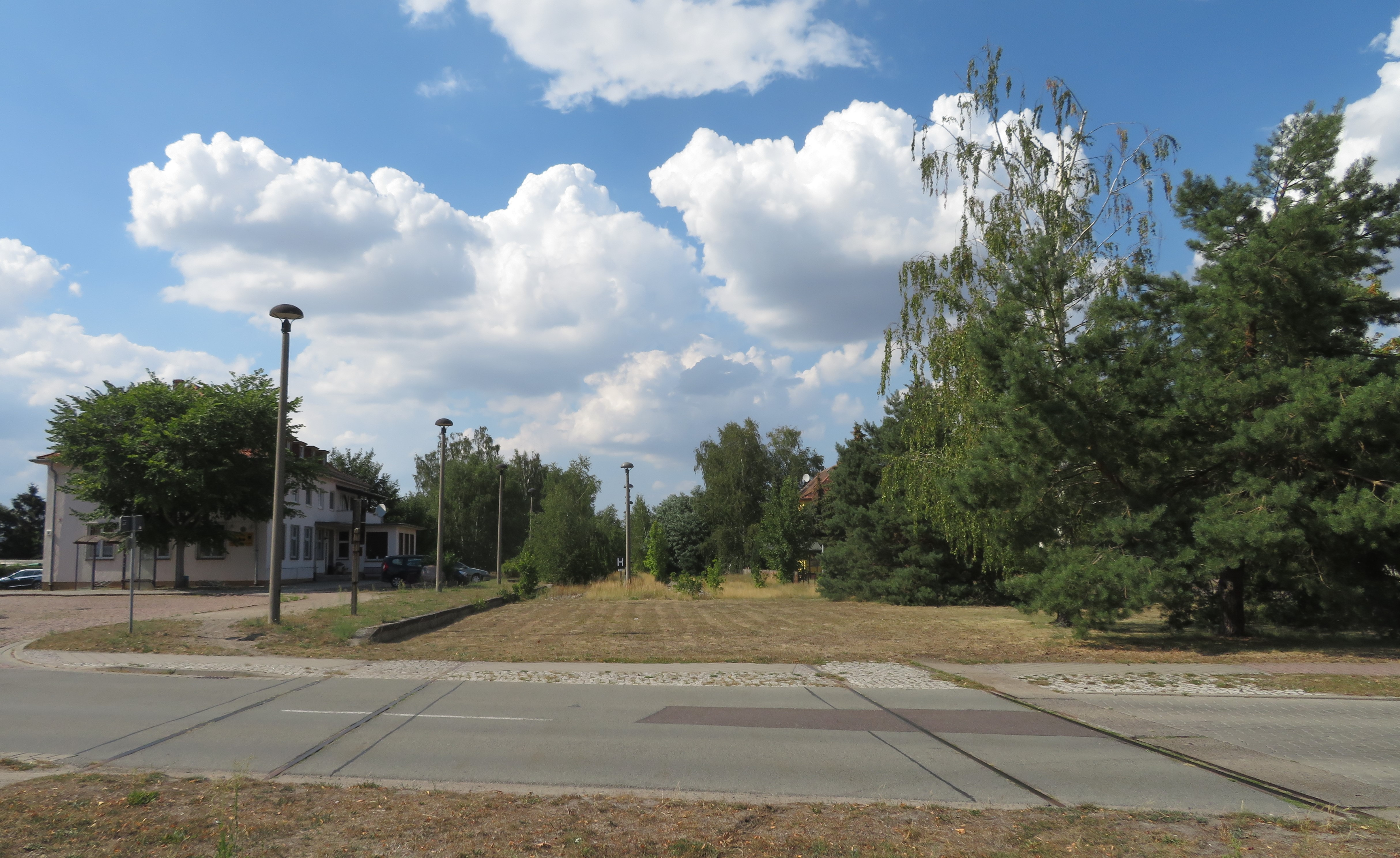
Früherer Bahnübergang an der Bahnhofstraße in Jerichow

Die Strecke wurde am 25. Oktober 1899 als erste Strecke der 1898 gegründeten Genthiner Kleinbahn AG eröffnet. 1944 wurde ein Abzweig von Fischbeck (Elbe) nach Tangermünde eröffnet, so dass eine strategisch wichtige Elbquerung bestand. Zusätzlich wurde eine Verbindungskurve von Tangermünde Richtung Schönhausen gebaut. Nach der Sprengung der Elbbrücke gegen Ende des Zweiten Weltkriegs wurde 1946 noch eine am östlichen Elbufer gelegene Station einmal täglich von Fischbeck aus bedient. Am 1. April 1949 wurde die Strecke Genthin–Schönhausen in den Bestand der Deutschen Reichsbahn eingegliedert.
Der Personenverkehr erfolgte seit den 1970er Jahren zumeist mit Schienenbussen, die bis zur Einstellung des Personenverkehrs auf der Strecke verkehrten, zuletzt als Baureihe 771 und 772 bezeichnet. Sie wurden im Bahnbetriebswerk Jerichow unterhalten. 1990 wurde in der Lage des ehemaligen Haltepunktes Schönhausen Ost ein neuer Haltepunkt Schönhausen Siedlung eröffnet. 1995 wurde ein Zweistundentakt eingeführt. Der 29. Mai 1999 war der letzte Betriebstag für Personenzüge.
2008 wurde der Abschnitt Genthin–Genthin Zuckerfabrik ausgebaut. Dabei wurden zwei Kanalbrücken erneuert. Ziel war die Vergrößerung der Durchlässigkeit für Binnenschiffe. Der Gütertarifpunkt Genthin Nord, der zur Bedienung eines Waschmittelwerks der Henkel AG diente, wurde jedoch im Februar 2009 geschlossen. Die Strecke nördlich von Genthin Industriegleis ist seit dem 1. Januar 2005 offiziell stillgelegt und weitgehend abgerissen. Im Juni 2023 war das Industriegleis Richtung Waschmittelwerk wieder befahrbar.
Die Strecke war unter verschiedenen Kursbuchnummern verzeichnet. Bei der DR trug sie gemeinsam mit der Bahnstrecke Schönhausen–Sandau lange die Nummer 706, bis zum Ende der Bedienung unter Regie der Deutschen Bahn die Nummer 264.